# فارس الغامدي
فارس سعيد الغامدي لاعب كرة قدم سعودي، يلعب كلاعب وسط في نادي الساحل.

## مسيرة اللاعب
بدأ مع نادي الاتفاق ولعب بعدها مع نادي الساحل.